# Lukáš Prchal
Lukáš Prchal (* 1980) je český dirigent, sbormistr, trumpetista a kavárník. 

## Život
Od sedmi let se učil hře na trubku. V letech 1988-1997 byl členem Pražského dětského sboru, jehož sbormistrem byl prof. Čestmír Stašek. V roce 1997 přestoupil do smíšeného sboru Mikrochor. Od roku 2001 byl druhým sbormistrem Chrámového sboru Sv. Ducha. Roku 2002 se stal sbormistrem Mikrochoru (po Čestmíru Staškovi), od roku 2003 ho vede. Od téhož roku vedl také komorní dívčí sbor Brécy de Chorus Angelus. Následujícího roku se stal sbormistrem dětského sboru Chorus Angelus v Dobřichovicích. 
Absolvoval obor dirigování na Konzervatoři J. Ježka v Praze. Jako předseda občanského sdružení ProDech v roce 2001 založil hudební festival Žižkovská smršť.
Od roku 2011 je manažerem vokálního sextetu Skety.
Je zakladatelem akce Rybovka na Hlaváku, během níž hudebníci před Vánocemi hrají Českou mši vánoční J. J. Ryby na pražském hlavním nádraží. „Koncert České mše vánoční (...) byl původně určen bezdomovcům, aby si také užili vánoční atmosféru. Rozhodli jsme se mši vytáhnout do netradičního prostředí, kde nám nad hlavou prolétávali holubi, občas nějaký bezdomovec zavolal hurá a jelo se dál,“ popsal začátky Prchal. Akce, při které Prchal hudebníky diriguje ze štaflí, se stala předvánoční tradicí – v roce 2022 se Rybovka hrála na nádraží už podvacáté.
Provozoval kavárnu Citadela v pražské Klimentské ulici.